# Betsy Mawdsley
Elizabeth „Betsy“ Mawdsley (* 17. April 1988 in Fort Smith) ist eine kanadische Biathletin.
Mawdsley hat zwei Schwestern und einen Bruder. Schon früh probierte sie sich in verschiedenen Sportarten aus: Eiskunstlauf, Leichtathletik, Fußball, Volleyball, Schwimmen und Skisport. Mit dem Biathlon begann sie im Alter von 13 Jahren. Nach der Schule trainierte und startete sie ein Jahr lang für West Coast Nordics in North Vancouver. 2007 nahm sie an den Kanadischen Winterspielen teil, was ihr ein Stipendium für das Augustana Vikings Biathlon Team in Camrose einbrachte. Mawdsley lebt bis heute in Camrose und studierte dort am Augustana University College und schloss ihr Sportlehrerinnen-Studium mit dem Bachelor of Science ab. In den Sommermonaten arbeitet sie als Assistenztrainerin bei Foothills Nordic Biathlon, im Herbst für den Camrose Ski Club Biathlon. 2010 wurde sie in einem internen Ranking des kanadischen Biathlon-Verbandes an elfter Stelle geführt.
Erstes internationales Großereignis wurden für Mawdsley die Nordamerikanischen Meisterschaften im Sommerbiathlon 2008 in Canmore, bei denen sie 14. im Einzel wurde. Auch bei den Nordamerika-Meisterschaften 2009 in Valcartier kam sie zu einem Einsatz. Mit Brendan Green und Lindsey Bolivar erreichte sie im Mixed-Staffelrennen den 14. Platz. Es waren zugleich die kanadischen Meisterschaften, in deren Wertung wurden sie als Vertretung der Nordwest-Territorien Siebte. Im Biathlon-NorAm-Cup der Saison 2009/10 kam sie auf den 24. Platz der Gesamtwertung. Weitaus erfolgreicher verlief sie Saison 2010/11. In Canmore gewann sie das erste Saisonrennen der Serie, einen Sprint, vor Kathryn Stone und Karen Messenger. Hinter Messenger wurde sie im folgenden Verfolgungsrennen Zweite. Einen Monat später gastierte der NorAm-Cup nochmals in Canmore. Mawdsley erreichte im Sprint nun den dritten Rang hinter Cynthia Clark und Messenger im Verfolgungsrennen wurde sie hinter Clark nochmals Zweite.